# De Havilland Gipsy Major
Il de Havilland Gipsy Major o Gipsy IIIA era un motore aeronautico a 4 cilindri in linea rovesciato raffreddato ad aria prodotto dalla britannica de Havilland Engine Company negli anni trenta. Di fascia di potenza bassa era stato ideato per motorizzare velivoli leggeri e da addestramento tra i quali il famoso de Havilland DH.82 Tiger Moth.

## Storia
Nel 1927 l'ingegnere britannico Frank Bernard Halford progettò un 4 cilindri in linea da sostituire agli ADC Cirrus sul de Havilland DH.60 Moth di pari caratteristiche meccaniche e che darà origine ad una serie di motori che porteranno tutti il nome Gipsy.
Il Gipsy Major è uno sviluppo del terzo motore della serie, il Gipsy III, versione rovesciata del tradizionale motore in linea Gipsy II modificato per poter funzionare con i cilindri rivolti verso il basso al di sotto del basamento. ottenuto aumentando leggermente l'alesaggio da 4,5 in (114 mm) a 4,65 in (118 mm).
La sua produzione, iniziata nel 1932, vide raggiungere in tutte le versioni realizzate la cifra di 14 615 unità costruite.
In Italia venne realizzato su licenza dalla Alfa Romeo Milano con la denominazione Alfa Romeo 110 e prodotto in 500 esemplari.

## Versioni
- Major 1
  - Mk 1A
  - Mk 1B
  - Mk 1C
  - Mk 1D
  - Mk 1E
  - Mk 1F
- Major 7
- Major 10
  - Mk 1
  - Mk 2

## Velivoli utilizzatori
Australia

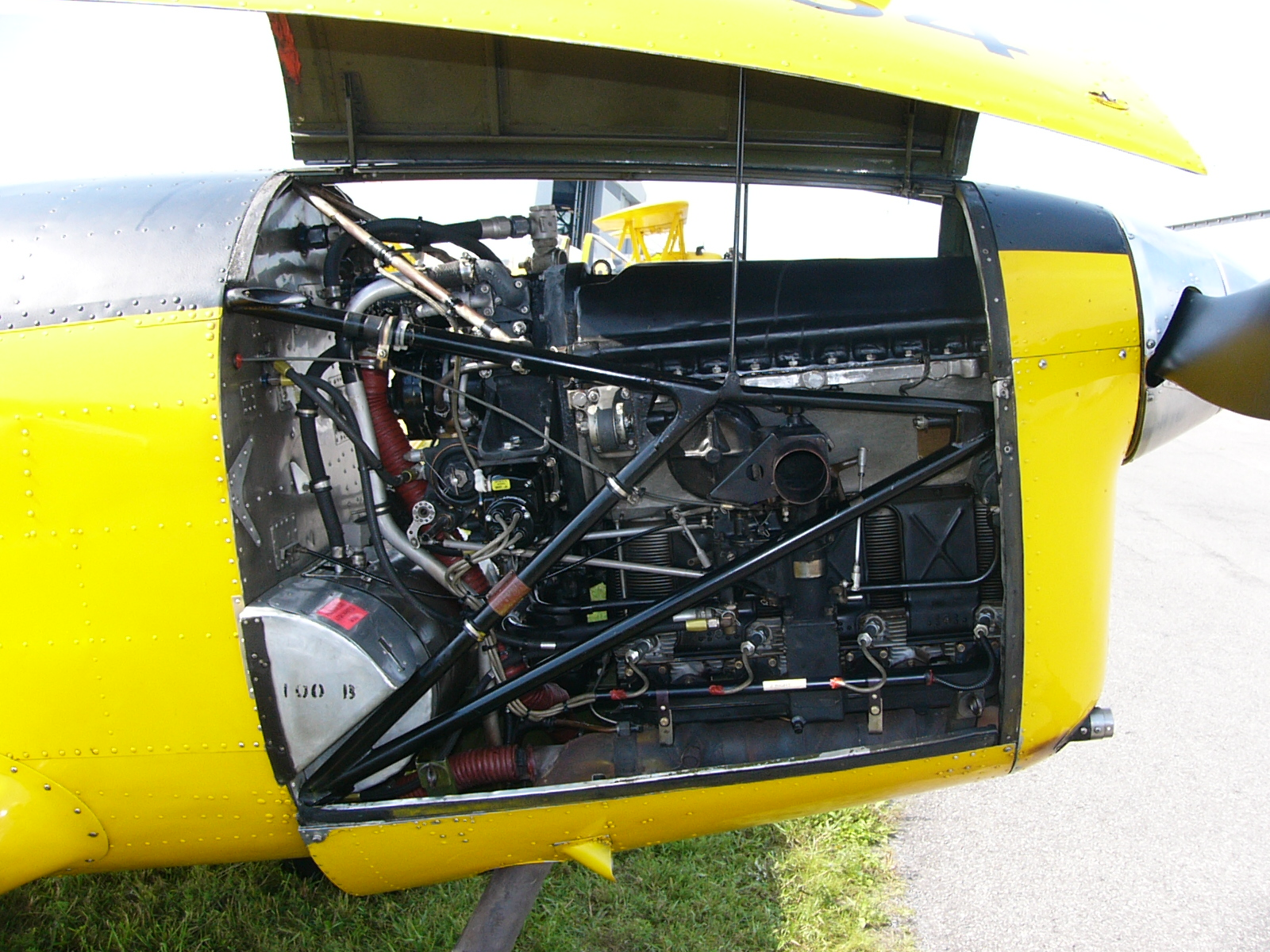
L'installazione di un Major 10 nel muso di un de Havilland Canada DHC-1 Chipmunk.

- De Havilland Australia DHA-3 Drover

 Belgio
- Stampe SV.4

 Canada
- de Havilland Canada DHC-1 Chipmunk

 Regno Unito
- British Aircraft Eagle
- de Havilland DH.60 Moth Major
- de Havilland DH.82 Tiger Moth
- de Havilland DH.84 Dragon
- Elliotts Newbury Eon
- Miles Magister
- Miles Mercury
- Miles Whitney Straight

 Italia
- Ambrosini S.1002 Trasimeno
- Fiat G.2/3

 Jugoslavia
- Ikarus Aero 2

 Paesi Bassi
- Koolhoven F.K.43
- Koolhoven F.K.48

 Polonia
- RWD-5bis
- RWD-19

 Romania
- IAR 22

 Svezia
- Saab 91 Safir